# Eliakum Zunser

Porträt (ohne Fotograf, ohne Jahr)

Eliakum Zunser (auch Eljakim Zunser, Elyakim Zunser geschrieben; jiddisch Eljokem Zunser, genannt Eljokem Badchn („Eljokem Bänkelsänger“); geboren 28. Oktober 1835 – nach anderen Quellen geboren 1836 oder auch 1840 – in Wilna; gestorben 22. September 1913 in New York) war ein russischer jiddischer Volkssänger.

## Leben
Zunser war der Sohn eines armen Tischlermeisters, erhielt die übliche streng-religiöse Erziehung, aber schon früh interessierte er sich parallel für die Aufklärungsliteratur, deren Themen er in selbstverfassten Liedern reproduzierte.
Er erlernte einen Handwerksberuf, war aber auch als Hauslehrer tätig und schrieb weiterhin Lieder, die bald populär wurden, so dass er sich 1861 als Hochzeitssänger in Wilna niederließ. Im selben Jahr gab er eine erste Sammlung seiner Lieder unter dem Titel Schirim chadoschim („Neue Lieder“) heraus, die sich schnell verbreiteten und auf Hochzeiten und sonstigen Simches (Familienfeiern) gesungen wurden.
Im Jahr 1871 starben innerhalb von drei Tagen seine vier Kinder an der Choleraepidemie; seine Frau starb ebenfalls an der Cholera, kurz nachdem die beiden nach Minsk übergesiedelt waren.
1889 übersiedelte Zunser in die Vereinigten Staaten, wo er weiterhin Lieder schrieb, die im Tageblatt, im Volksadvokat und in einer Separatausgabe (1901) erschienen. 1894 eröffnete er in New York eine Druckerei, die ihn wirtschaftlich einigermaßen über Wasser hielt.
1905 wurden in New York Feierlichkeiten zu Zunsers 50-jährigen Jubiläum als Volkssänger abgehalten. zu dieser Gelegenheit erschien auch seine jiddische Autobiographie (mit englischer Übersetzung).
Die überlebenden Kinder gaben im Jahr 1921 eine dreibändige Sammlung seiner Lieder einschließlich der Autobiographie erneut heraus. Insgesamt erschienen bis heute in mehreren Ländern über sechzig verschiedene Sammlungen seiner Lieder in wiederholten Auflagen, die Titel tragen wie „Erdarbeit“, „Chibbat Zion“, „Verdorbene Bildung“, „Haskala“, „Luxus“ oder „Reiner Glaube“.
Eliakum Zunser und seine Lieder, die sich den Zielen der Aufklärung, dem Zionismus und der sozialen Gerechtigkeit verpflichtet wussten und von einer großen Liebe zum Judentum zeugen, waren äußerst populär und beliebt. Sie waren Gemeingut und wurden von den breiten Volksmassen des Ostjudentums gesungen und tradiert, das mit dem Holocaust quasi zu existieren aufhörte.